# Georg Voigt (Politiker)

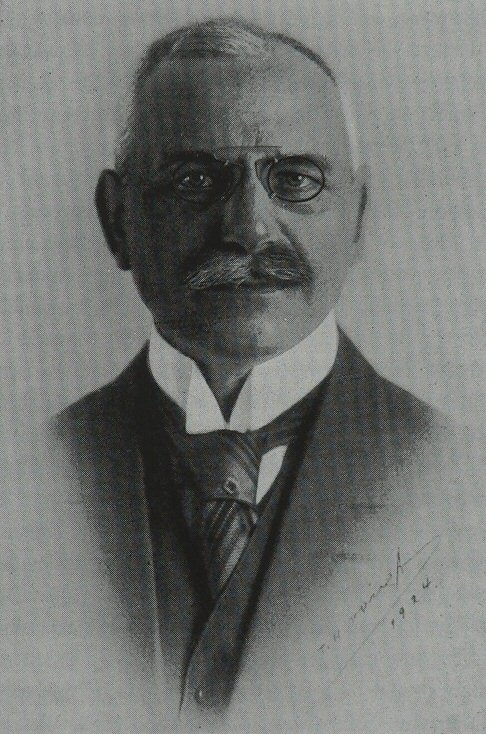
Georg Voigt (1866–1927)

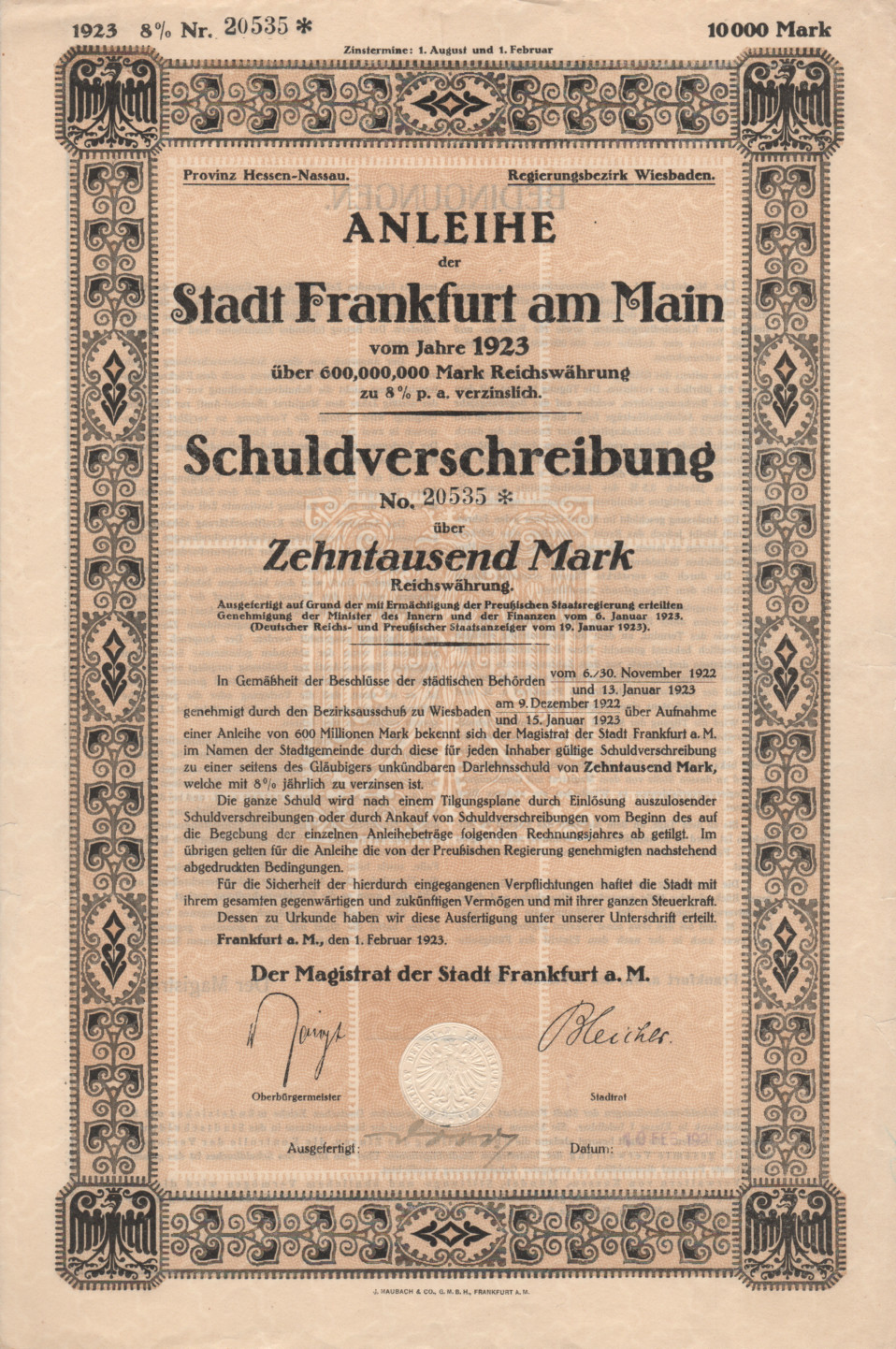
Anleihe der Stadt Frankfurt a. M. vom 1. Februar 1923 mit Faksimile-Unterschrift von Oberbürgermeister Georg Voigt

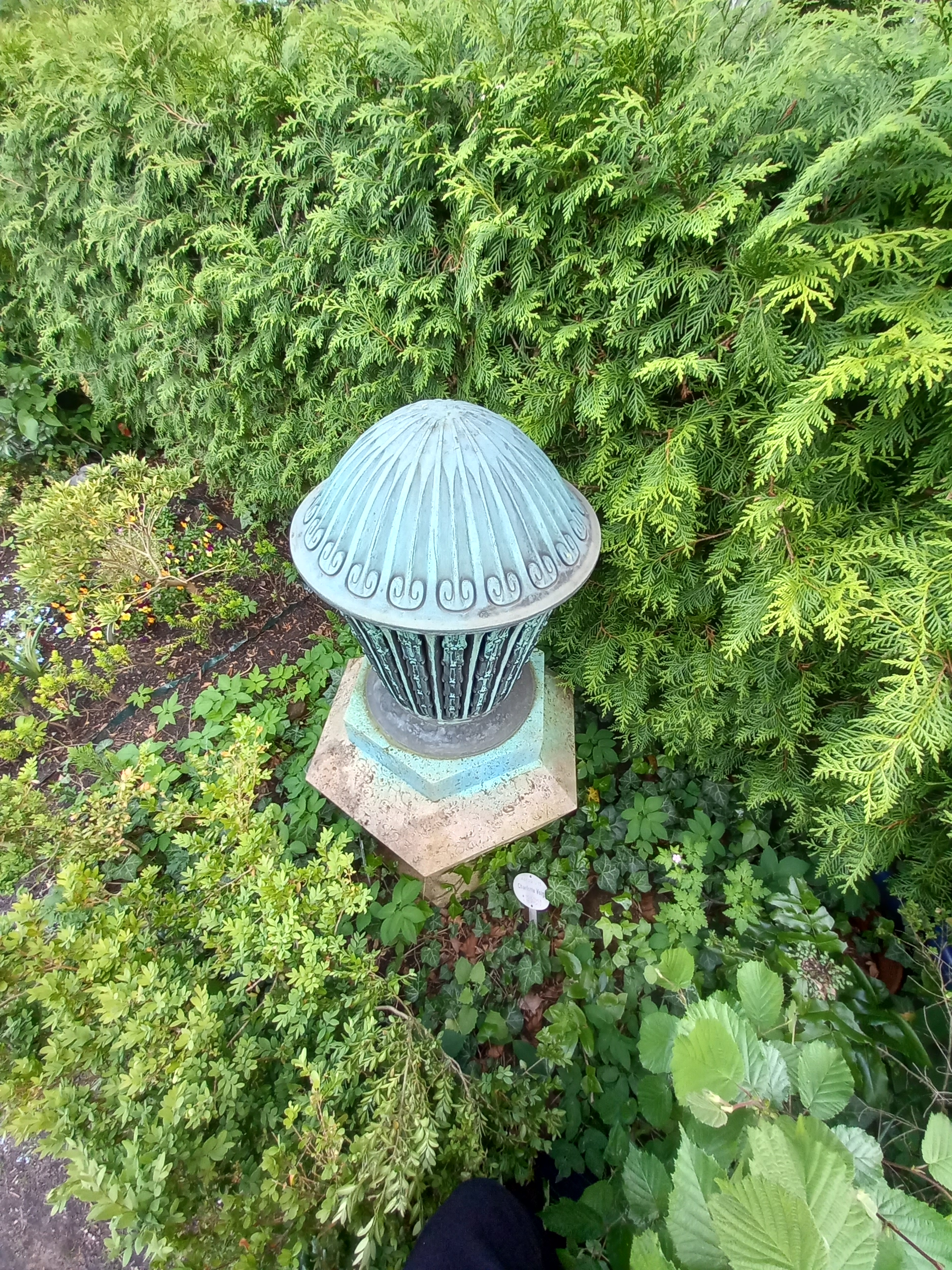
Das Grab von Georg Voigt und seiner Ehefrau Charlotte geborene Fischer auf dem Friedhof Zehlendorf in Berlin

Georg Philipp Wilhelm Voigt [foːkt] (* 16. September 1866 in Klein-Schellmühl bei Danzig; † 13. April 1927 in Marburg) war ein deutscher Politiker und Oberbürgermeister in Rixdorf, Barmen, Frankfurt am Main und Marburg.

## Leben
Voigt war Sohn eines Kaufmanns und Hotelbesitzers. Er studierte 1886 bis 1890 Jura in Breslau, Berlin und Königsberg. Nach dem Assessorexamen arbeitete er als besoldeter Stadtrat beim Magistrat von Danzig, bevor er 1899 zunächst Bürgermeister in Rixdorf bei Berlin sowie von 1906 bis 1912 Oberbürgermeister von Barmen wurde. In der Zeit von 1908 bis 1912 war er Abgeordneter im Provinziallandtag der preußischen Rheinprovinz für Barmen. 1912 kam er als Nachfolger von Franz Adickes nach Frankfurt. Ab 1907 war er Abgeordneter im preußischen Herrenhaus. Er gehörte dem linken Flügel der Nationalliberalen Partei an, ab 1918 der DDP.
In seine Frankfurter Amtszeit von 1912 bis 1924 fiel die Eröffnung der Frankfurter Universität. Während des Ersten Weltkrieges stand die kritische Versorgungslage der Bevölkerung im Vordergrund, da das preußische Frankfurt aufgrund der zentralistischen Kriegswirtschaft von seinem traditionellen Hinterland in Hessen und Bayern weitgehend abgeschnitten war. Im November 1918 erreichten die revolutionären Unruhen auch Frankfurt. Es dauerte einige Zeit, bis die zivile Ordnung wiederhergestellt war.
Während der Inflation von 1923 verlor unter anderem auch die Universität ihr Stiftungsvermögen. Dem Wirken Voigts ist zu verdanken, dass die finanziellen Verpflichtungen von der Stadt übernommen wurden und die Universität erhalten blieb.
Voigt brachte als Verwaltungsfachmann die Kommune, ihr Sachvermögen und die städtischen Betriebe erfolgreich durch die Kriegs- und Nachkriegsjahre. Es fehlten ihm jedoch überzeugende Konzepte für die künftige Entwicklung der Stadt sowie die Entschlossenheit zur Reform der Verwaltung im Hinblick auf die neuen Aufgaben, die der Krieg und die infolge der Inflation auftretenden sozialen Spannungen stellten. Deshalb wuchsen gegen Ende seiner zwölfjährigen Amtszeit in der Stadtverordnetenversammlung die Vorbehalte gegen seine Wiederwahl. Am 2. Oktober 1924 unterlag Voigt in einer Kampfabstimmung mit 25 gegen 36 Stimmen seinem Wirtschaftsdezernenten und Parteifreund Ludwig Landmann. Nur die städtischen Beamten hatten sich im Vorfeld für eine Wiederwahl eingesetzt.
Nach seiner Niederlage wurde er am 22. November 1924 zum Oberbürgermeister von Marburg gewählt. Seine Amtszeit dort dauerte von 1925 bis zu seinem Tod. Beigesetzt wurde er im Feld 015 – Nr. 12–13 auf dem landeseigenen Friedhof Zehlendorf, Onkel-Tom-Straße 30 in Berlin.

## Ehrungen
Wegen seiner Verdienste um die Erhaltung der Universität verlieh ihm die Universität Frankfurt am 24. März 1924 die Ehrendoktorwürde. Am 6. Dezember 1924 erhielt er die Silberne Ehrenplakette der Stadt Frankfurt am Main. Voigt war zudem Träger des Roten Adlerordens und des Kronenordens.
Unklar ist, weshalb von 1935 bis 1945 eine nach dem früheren Kommunalpolitiker Georg Julius Friedrich („Fritz“) Friedleben (1853–1920) benannte Straße in Frankfurt-Dornbusch in Georg-Voigt-Straße umbenannt wurde. Dass der Name des Juden Friedleben aus der Sicht der Nazis aus dem Gedächtnis verschwunden sollte, verwundert nicht; was aber zur Wahl Voigts als Ersatz führte, lässt sich nach Auskunft des Frankfurter Instituts für Stadtgeschichte nicht mehr klären. Beide Politiker hätten während des Ersten Weltkrieges eng zusammengearbeitet und ab 1919 sogar derselben Partei (DDP) angehört.
Nach dem Ende des Zweiten Weltkriegs erhielt die Friedlebenstraße ihren Namen wieder zurück, und nach Georg Voigt wurde eine Straße am Universitätscampus Bockenheim benannt, die während der Nazi-Zeit den Namen von Albrecht von Roon (1803–1879) trug, einem ehemaligen preußischen Kriegsminister.
In Marburg trägt ebenfalls eine Straße den Namen von Georg Voigt.